# Tupsley
Tupsley är en stadsdel i Hereford, i civil parish Hereford, i grevskapet Herefordshire, i England. Stadsdelen hade 3 075 invånare år 2021. Tupsley var en civil parish 1866–1932 när blev den en del av Hereford. Civil parish hade 1 455 invånare år 1931. Byn nämndes i Domedagsboken (Domesday Book) år 1086, och kallades då Topeslage.